# Wish Key
Wish Key nasce negli anni ottanta, rappresentante dello stile Italo disco/pop che iniziava a diffondersi in Italia in quel periodo, tuttavia in attività

## Storia
Wish Key fu creato da Manlio Cangelli, musicista e compositore, con la collaborazione di Massimo Berti e Severo Lombardoni. Manlio fu fondatore con Zambelli Davide anche di Scotch produttori molto attivo in quel periodo. Il primo e più conosciuto brano di Wish Key è Orient express, composto da Manlio Cangelli con il testo di Lorella Ghilardi e interpretato dal DJ Massimo Berti, mentre i cori femminili furono realizzati in studio da Blue Russell.
Orient Express è stato registrato alla studio Regson di Milano nell'ottobre 1983 con il tecnico del suono Enzo Maffione. La successiva promozione del brano richiese il reperimento di una figura femminile perché Blue Russell era già impegnata nella promozione di un altro suo disco solista: venne incaricata di questa presenza Silvia Merelli, moglie di Massimo Berti, che in seguito fu la voce ufficiale femminile del duo fino alla registrazione dell'album UNO. Nel 1984 Massimo Berti, separato professionalmente da Manlio, continua il suo percorso e con la collaborazione di Paolo Pelandi (P. Lion) realizza e pubblica con il nome Wish Key il brano Easy way, con la partecipazione di Silvia Merelli come corista e la collaborazione di Bruno Bergonzi alla batteria Simmons. Gli anni successivi hanno visto la pubblicazione di altri brani di successo come, nel 1985, "Life" (registrato al Villaggio Recording Studio di Mino Reitano con la collaborazione di Raff Todesco). Raff sarà poi produttore di Massimo Berti fino al 1988. Nel 1986 esce Last summer, brano pubblicato con l'etichetta Ra-Re con la partecipazione di Michele Paciulli (programmatore KORG). Nel 1987 Massimo pubblica The One You Love, ci saranno poi i singoli Make it Up e Acumbacha.
Massimo Berti prosegue a fine anni 80 e inizio anni 90 realizzando produzioni discografiche con la collaborazione di Raff Todesco, Paolo Pelandi, Sergio Bonzanni, nascono BARBARA " JOE LE TAXI" - MASSIMO BERTI FEAT. XTJAM "DANCE (away the trouble) - M.A.B. SYSTEM "I FEEL SO GOOD"
Massimo dopo un'esperienza quasi ventennale in Spagna (DJ) torna in Italia e nel 2018 grazie a una proposta di Manlio Cangelli torna in studio (M.C.Harmony recording studio) scrive e produce "MAN IN THE AIR" che viene pubblicato dall'Etichetta I VENTI D'AZZURRO....La versione di Eddy Miami sarà il miglior esempio dello stile anni 80.
Nel 2021 pubblica il nuovo singolo "LOVEXPRESS" in 4 versioni, in uscita a Marzo

## Discografia

### Album
- 1987 - Uno

### Singoli
- 1983 - Orient Express[1]
- 1984 - Easy Way[2]
- 1985 - Life[3]
- 1986 - Last Summer[4]
- 1986 - The One You Love[5]
- 1987 - Acumbacha[6]
- 1987 - Make It Up
- 2018 - Man In The Air
- 2021 - Lovexpress

Di questi brani furono prodotte altre versioni remixate e pubblicate con Ariola e varie etichette europee.